# 伊藤憲一 (日本共産党)
伊藤 憲一（いとう けんいち、1912年1月25日 - 1981年10月17日）は、日本の政治家、労働運動家。衆議院議員（日本共産党公認）、東京都大田区議会議員などを歴任した。日本共産党中央委員。

## 来歴

### 戦前
尋常小学校を卒業後、工員をしながら東京帝国大学のセツルメント市民学校に学び、古川苞（しげる、1906年 - 1935年）ら進歩的教授の影響を受けマルクス主義に接近する。1925年には東京モスリン（現・大東紡織）亀戸工場に入社、日本労働総同盟（総同盟）関東紡織労働組合に属する。1929年共産青年同盟中央委員に就任するも、同年の四・一六事件にて治安維持法違反で検挙・入獄。4年6ヶ月の懲役刑であったが、出獄後は結核を患いつつも春日正一らによる反戦運動にも参加する。1941年再度検挙を余儀なくされる。

### 戦後
日本共産党の再建に取り組むと共に、1946年には関東労働組合協議会を立ち上げ議長となる。また、全日本産業別労働組合会議（産別会議）にも参加する。1949年の衆院選で旧東京2区から出馬し初当選。しかし翌年6月、連合国軍最高司令官総司令部（GHQ）の追放処分（レッドパージ）により議席を剥奪される。1963年大田区議会議員に転進し、1979年まで4期在任した。
1981年10月17日、膿胸及び肺炎のため東京都大田区の大田病院で死去。69歳。

## 主著
- 『勞働者諸君に訴ふ』解放社、1946年。
- 『党と組合:細谷松太氏に与う』暁明社、1948年。
- 『日本共産党』朝日書房、1948年。